# Кімбл (округ, Техас)
Шаблон:StateAbbr_ 30°29′ пн. ш. 99°45′ зх. д. / 30.49° пн. ш. 99.75° зх. д.
Округ Кімбл (англ. Kimble County) — округ (графство) у штаті Техас, США. Ідентифікатор округу 48267.

## Історія
Округ утворений 1876 року.

## Демографія
За даними перепису 2000 року загальне населення округу становило 4468 осіб, зокрема міського населення було 2616, а сільського — 1852. Серед мешканців округу чоловіків було 2149, а жінок — 2319. В окрузі було 1866 домогосподарств, 1286 родин, які мешкали в 2996 будинках. Середній розмір родини становив 2,9.
Віковий розподіл населення поданий у таблиці:
| Стать    | До 15 років | 15-21 | 22-29 | 30-39 | 40-49 | 50-65 | 65-85 | Понад 85 |
| -------- | ----------- | ----- | ----- | ----- | ----- | ----- | ----- | -------- |
| Чоловіки | 427         | 193   | 140   | 272   | 287   | 429   | 373   | 28       |
| Жінки    | 429         | 185   | 164   | 245   | 316   | 449   | 444   | 87       |

## Суміжні округи
- Менард — північ
- Мейсон — північний схід
- Гіллеспі — схід
- Керр — південний схід
- Едвардс — південний захід
- Саттон — захід
- Шлайхер — північний захід

## Виноски
1. ↑  U.S. Decennial Census. United States Census Bureau. Архів оригіналу за 26 квітня 2015. Процитовано 2 травня 2015.
2. ↑  Texas Almanac: Population History of Counties from 1850–2010 (PDF). Texas Almanac. Архів оригіналу (PDF) за 26 лютого 2015. Процитовано 2 травня 2015.
3. ↑  State & County QuickFacts. United States Census Bureau. Архів оригіналу за 18 жовтня 2011. Процитовано 18 грудня 2013.(англ.) Наведено за англійською вікіпедією.
4. ↑  American FactFinder. Бюро перепису населення США. Архів оригіналу за 29 липня 2011. Процитовано 31 січня 2008.

| США | Це незавершена стаття з географії США. Ви можете допомогти проєкту, виправивши або дописавши її. |